# Москаленко, Арина Станиславовна
Арина Станиславовна Москаленко (до замужества Быстрова, родилась 6 февраля 1996 года) — российская регбистка, игрок клуба «РГУТИС-Подмосковье». Чемпионка Европы 2016, 2017 и 2018 годов. Заслуженный мастер спорта России.

## Биография
В регби с сентября 2014 года, ранее увлекалась прыжками с шестом (в 13 лет получила звание Кандидат в мастера спорта), американским футболом (бесконтактной версией). Была приглашена на просмотр в «РГУТИС-Подмосковье» вместе со своей сестрой. В 2015 году на чемпионате России заняла 5-е место, что было дебютным выступлением Арины на всероссийских официальных турнирах, в том же году выиграла Кубок России.
Привлекалась в сборную России по регби-7, дебютировала 4 декабря 2015 года в игре сборной России против Австралии в финале розыгрыша Кубка на этапе Мировой серии в Дубае (до этого не выходила на поле), выйдя на последние три минуты: команда завоевала серебряные медали. Также привлекалась на игры Мировой серии сезона 2017/2018 (в том числе на этапах в Дубае, где завоевала бронзовые медали, и в Сиднее). Трижды чемпионка Европы: 2016, 2017 и 2018 (на обоих этапах).
Имеет сестру-близнеца Дарью Шестакову, также являющуюся игроком сборной России по регби-7 и «РГУТИС-Подмосковье». Муж — Денис Москаленко, регбист клуба «Московские Драконы». Дочь Людмила (род. 3 сентября 2021 года).
В детстве мечтала стать дизайнером одежды. Хобби: путешествия (однако испытывает сильную аэрофобию). Любимые фильмы — «Реквием по мечте» и «Чёрный лебедь».